# Комплекс Ґольджі

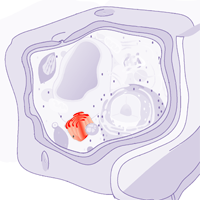
Комплекс Ґольджі у клітині

Апарат Ґольджі (також званий як Комплекс Ґольджі, тільце Ґольджі та інші) — одномембранна органела, що є переважно в еукаріотів.
Була відкрита у 1898 році італійським лікарем Каміллом Ґольджі і була названа на його честь. Основна функція комплексу Ґольджі — це гліколізація та фосфоризація речовин з ендоплазматичного ретикулуму. Це система паралельно розташованих та сплющених цистерн і трубочок, до яких прикріплюються мембранні міхурці, що транспортують речовини від ендоплазматичної сітки.

## Будова

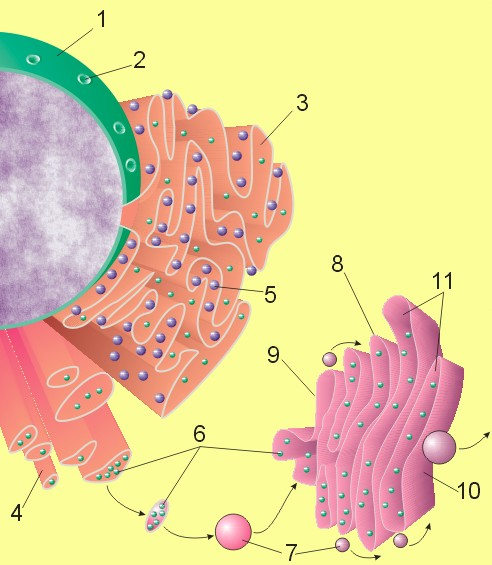
Схематичне представлення клітинного ядра, ендоплазматичного ретикулума і комплексу Гольджі. (1) Ядро клітини. (2) Пори ядерної мембрани. (3) Шорсткий (гранулярний) ендоплазматичний ретикулум. (4) Гладкий (агранулярний) ендоплазматичний ретикулум. (5) Рибосоми на поверхні щорсткого ендоплазматичного ретикулума. (6) Білки, що транспортуються. (7) Транспортні везикули. (8) Комплекс Гольджі.

Ця мембранна органела представлена трьома видами утворів: дископодібними мембранними мішечками (цистернами), розміщеними пучками щільно на відстані 14-25 нм з внутрішнім простором 5-20 нм (частіше по 5-6 мішечків у комплексі); системою трубочок діаметром 20-50 нм; і міхурців різних розмірів. Мішечки сполучаються між собою і мають трубчате з'єднання з іншими такими ж апаратами. У рослинних клітинах виявляється ряд окремих стопок, який називають диктіосомою. Диктіосоми можуть бути відділені одна від одної прошарками цитоплазми або з'єднаними у комплекс. В тваринних клітинах часто міститься одна велика або кілька з'єднаних трубками стопок.

## Функції
Сортує утворені в клітині молекули, упаковує їх у пухирці, оточені мембраною.

### Транспорт речовин з ендоплазматичної сітки
Апарат Гольджі асиметричний — цистерни, розташовані ближче до ядра клітини (цис-Гольджі) містять найменш зрілі білки, до цих цистерн безперервно приєднуються мембранні пухирці — везикули, відокремлюються від шорсткого ЕПР (ЕПР), на мембранах якого і відбувається синтез білків рибосомами. Переміщення білків з ендоплазматичної мережі (ЕПР) в апарат Гольджі відбувається невибірково, однак не повністю або неправильно згорнуті білки залишаються при цьому в ЕПС. Повернення білків з апарату Гольджі в ЕПС вимагає наявності специфічної сигнальної послідовності (лізин — аспарагін-глутамін-лейцин) і відбувається завдяки зв'язування цих білків з мембранними рецепторами в цис-Гольджі.

### Модифікація білків в апараті Гольджі
У цистернах апарату Гольджі дозрівають білки призначені для секреції, трансмембранні білки плазматичної мембрани, білки лізосом і т. д. Білки, що достигають, послідовно переміщуються по цистернах органели, де відбуваються їх модифікації — глікозилювання і фосфорилювання. При О-глікозилювання до білків приєднуються складні цукри через атом кисню. При фосфорилюванні відбувається приєднання до білків залишку ортофосфорної кислоти.
Різні цистерни апарату Гольджі містять різні резидентні каталітичні ферменти і, отже, з білками, що дозрівають в них послідовно відбуваються різні процеси. Зрозуміло, що такий ступеневий процес повинен якось контролюватися. Дійсно, що дозрілі білки «маркуються» спеціальними полісахаридними залишками (переважно маннозними), очевидно, що грають роль своєрідного «знаку якості».
Не до кінця зрозуміло, яким чином дозрілі білки переміщаються по цистернах апарату Гольджі, у той час як резидентні білки залишаються в більшій чи меншій мірі асоційовані з однією цистерною. Існують два взаємновиключні гіпотези, що пояснюють цей механізм:
• згідно з першою, транспорт білків здійснюється за допомогою таких самих механізмів везикулярного транспорту, як і шлях транспорту з ЕПР, причому резидентні білки не включаються до відбрунькованих везикул;
• згідно з другою, відбувається безперервне пересування (дозрівання) самих цистерн, їх збирання з бульбашок з одного кінця і розбирання з іншого кінця органели, а резидентні білки переміщаються ретроградно (в зворотному напрямку) за допомогою везикулярного транспорту.
Транспорт білків з апарату Гольджі.
Зрештою від транс-Гольджі відокремлюються бульбашки, що містять повністю зрілі білки. Головна функція апарату Гольджі — сортування що проходять через нього білків. В апараті Гольджі відбувається формування «тринаправленого білкового потоку»:
• дозрівання і транспорт білків плазматичної мембрани;
• дозрівання і транспорт секретів;
• дозрівання і транспорт ферментів лізосом.
За допомогою везикулярного транспорту пройдені через апарат Гольджі білки доставляються «за адресою» в залежності від отриманих ними в апараті Гольджі «міток». Механізми цього процесу також не до кінця зрозумілі. Відомо, що транспорт білків з апарату Гольджі вимагає участі специфічних мембранних рецепторів, які пізнають «вантаж» і забезпечують виборче стикування бульбашки з тією чи іншою органел.

### Утворення лізосом
Всі гідролітичні ферменти лізосом проходять через апарат Гольджі, де вони отримують «мітку» у вигляді специфічного цукру — маноза-6-фосфату (М6Ф) — у складі свого олігосахарид. Приєднання цієї мітки відбувається за участю двох ферментів. Фермент N-ацетілглюкозамінфосфотрансфераза специфічно пізнає лізосомальні гідролази по деталях їх третинної структури і приєднує N-ацетілглюкозамінфосфат до шостого атому декількох маннозних залишків олігосахарид гідролази. Другий фермент — фосфоглікозідаза — відщеплює N-ацетилглюкозамін, створюючи М6Ф-мітку. Потім ця позначка розпізнається білком-рецептором М6Ф, з його допомогою гідролази упаковуються в везикули і доставляються в лізосоми. Там, в кислому середовищі, фосфат відщеплюється від зрілої гідролази. При порушенні роботи N-ацетілглюкозамінфосфотрансферази через мутації або при генетичних дефектах рецептора М6Ф всі ферменти лізосом «за замовчуванням» доставляються до зовнішньої мембрани і секретуються в позаклітинне середовище. З'ясувалося, що в нормі деяка кількість рецепторів М6Ф також потрапляє на зовнішню мембрану. Вони повертають ферменти лізосом усередину клітини , що випадково потрапили в зовнішнє середовище в процесі ендоцитозу.

### Транспорт білків на зовнішню мембрану
Як правило, ще в ході синтезу білки зовнішньої мембрани вбудовуються своїми гідрофобними ділянками в мембрану ендоплазматичної мережі. Потім у складі мембрани везикул вони доставляються до апарату Гольджі, а звідти — до поверхні клітини. При злитті везикули з плазмалемою такі білки залишаються в її складі, а не виділяються в зовнішнє середовище, як ті білки, що знаходилися в порожнині везикули.

### Секреція
Практично всі речовини, які синтезуються клітиною (як білкової, так і небілкової природи) проходять через апарат Гольджі і там упаковуються в секреторні бульбашки. Так, у рослин за участю діктіосом секретується матеріал клітинної стінки.
У комплексі Гольджі відбувається остаточне формування клітинних секретів, що містять глікопротеїди і глікозаміноглікани. Таким чином, у комплексі Гольджі відбувається дозрівання секреторних гранул, які переходять у міхурці, і переміщення цих міхурців у напрямку плазмолеми. Остаточний етап секреції — це виштовхування сформованих (зрілих) міхурців за межі клітини. Виведення секреторних включень з клітини здійснюється шляхом вмонтовування мембран міхурця в плазмолему і виділення секреторних продуктів поза клітину.
У процесі переміщення секреторних міхурців до апікального полюса клітини мембрани їх потовщуються з початкових 5-7 нм досягають товщини плазмолеми 7-10 нм.
Необхідно відзначити, що існує взаємозалежність між активністю клітини і розмірами комплексу Гольджі. Так, секреторні клітини мають більші стовпчики комплексу Гольджі, тоді коли несекреторні містять малу кількість мішечків комплексу.